# Orson Hyde
Orson Hyde (ur. 8 stycznia 1805 w Oxfordzie, zm. 28 listopada 1878 w Spring City) – amerykański przywódca religijny i polityk.

## Życiorys
Urodził się w Oxfordzie w stanie Connecticut, jako syn Nathana Hyde'a i Sally Thorpe. Stracił rodziców jako dwunastolatek, wychowywany był przez sąsiadów. Od 1819 mieszkał w Kirtland w stanie Ohio. Od około 1827 metodysta, następnie reformowany baptysta. Zetknął się z niedawno zorganizowanym Kościołem Jezusa Chrystusa Świętych w Dniach Ostatnich, został ostatecznie członkiem tej wspólnoty religijnej. Ochrzczony przez Sidneya Rigdona, następnie wyświęcony na starszego przez Rigdona oraz Josepha Smitha w październiku 1831. Pod koniec tego samego miesiąca wyświęcony na wyższego kapłana, tym razem przez Olivera Cowdery'ego. Powołany na misję, jako misjonarz posługiwał początkowo w Ohio. Wysłany następnie na misję do wschodnich stanów USA, odbył ją razem z Samuelem H. Smithem, bratem Josepha. Brał udział w pierwszym spotkaniu Szkoły Proroków w Kirtland (22-23 stycznia 1833), mianowany następnie kancelistą przy prezydium Kościoła. Latem 1833 wysłany na misję do hrabstwa Jackson w Missouri. Zimą i wiosną 1834 posługiwał na misji w Nowym Jorku i Pensylwanii. W 1834 włączony do wysokiej rady w Kirtland. Uczestnik ekspedycji do Missouri, również w 1834. Wybrany w skład i wyświęcony jako członek Kworum Dwunastu Apostołów przez tak zwanych trzech świadków Księgi Mormona w lutym 1835. Ponownie wysłany na misję, tym razem na zachód stanu Nowy Jork i do Kanady (1836). Uczestniczył w pierwszej mormońskiej misji do Wielkiej Brytanii (1837-1838), wraz z Heberem C. Kimballem. Po powrocie do kraju mieszkał w Missouri (1838-1839). Na krótko popadł w konflikt z Josephem Smithem, w efekcie został usunięty z Kworum Dwunastu (4 maja 1839). Przywrócony w skład tego gremium już w czerwcu 1839.
Od 1840 do 1842 odbył misję w Palestynie. Po jej zakończeniu i powrocie do kraju został przyjęty do loży masońskiej w Nauvoo, zasiadał w radzie miejskiej tego miasta (1843-1845), wówczas centrum organizacyjnego Kościoła. 11 marca 1844 włączony do Rady Pięćdziesięciu. Również w 1844 przedłożył Kongresowi Stanów Zjednoczonych petycję od Josepha Smitha. W połowie maja 1846 opuścił Nauvoo i udał się na zachód, następnie ponownie udał się na misję do Wielkiej Brytanii (1846-1847). Był najwyższym przedstawicielem władz kościelnych w Iowa, krótko przed migracją mormonów na tereny należące do dzisiejszego Utah.
Od 1847 przewodniczący Kworum Dwunastu Apostołów. Między 1849 a 1852 wydawał „Frontier Guardian”, z siedzibą w Kanesville. 20 kwietnia 1851 mianowany liderem struktur kościelnych na wschód od Gór Skalistych. Dołączył wreszcie do fali dalszej mormońskiej migracji na zachód, do doliny Wielkiego Jeziora Słonego dotarł w 1852. Szybko zaangażował się w życie polityczne, wybierany do parlamentu Terytorium Utah w 1852 i 1858. Przewodniczył strukturom kościelnym w hrabstwie Carson w późniejszym Terytorium Nevady (1855-1856). Odbył misję kolonizacyjną do hrabstwa Sanpete, został wyznaczony do kierowania strukturami kościelnymi na tym obszarze. Zmarł w Spring City.
Podobnie jak wielu ówczesnych przywódców mormońskich praktykował poligamię. Opublikował pierwszy mormoński traktat w języku niemieckim, Ein Ruf aus der Wüste, wydany we Frankfurcie w 1842.